# Bangor Is-y-coed
Bangor Is-y-coed är en community i Storbritannien.   Den ligger i kommunen Wrexham och riksdelen Wales, i den södra delen av landet, 250 km nordväst om huvudstaden London.
Communityns officiella namn är Bangor Is-y-coed på engelska, även om orten vanligen benämns Bangor-on-Dee på engelska.